# Nancy Houk
Nancy Houk es una astrónoma estadounidense que dirigió el esfuerzo por establecer una base de datos completa de temperaturas y luminosidades estelares.

## Educación
Después de obtener su Doctorado en Astronomía en la Universidad Case de la Reserva Occidental en 1967, Nancy fue estudiante de posdoctorado en la Universidad Case de la Reserva Occidental y en el Laboratorio Kapteyn en los Países Bajos. 
Durante sus años de estudios universitarios en la Universidad de Míchigan, investigó en el Observatorio Maria Mitchell, un memorial de Maria Mitchell, como la primera mujer astrónoma profesional de Estados Unidos. 

## Carrera
Se unió al Departamento de Astronomía de la Universidad de Míchigan en 1970 como Investigadora Asociada, y fue ascendida a Investigadora Asociada en 1973, Investigadora Científica Asociada en 1977, y luego a Investigadora Científica en 1985. 

### Investigación
Dirigió el esfuerzo para establecer una base de datos completa de temperaturas y luminosidades estelares. Las observaciones fotográficas de estrellas de Houk se realizaron utilizando el telescopio Curtis Schmidt de 0.61-m de la Universidad de Míchigan ubicado en el Observatorio Interamericano del Cerro Tololo (CTIO). CTIO, establecido en 1960, es un campus de telescopios astronómicos ubicado al este de La Serena, Chile, a una altitud de 2200 metros. CTIO es parte del Observatorio Nacional de Astronomía Óptica (NOAO). El telescopio que utilizó Houk se trasladó del Observatorio de Portage Lake, en Míchigan a CTIO en 1966. Comenzó sus observaciones en 1971. Para 2014, el proyecto había reunido cinco volúmenes que cubrían el cielo desde el polo sur celeste hasta una declinación de +5°, consistente en 162,900 estrellas en total.
Las imágenes de las placas son imágenes espectrales, tomadas con un prisma objetivo en la parte frontal del telescopio. Las imágenes proporcionan información sobre las propiedades físicas de las estrellas, como su composición de elementos atómicos y moléculas, masa, temperatura, propiedades de rotación, edad, distancia, clasificación de espectros y más. Houk utilizó estos datos para construir el diagrama fundamental utilizado en la astrofísica denominado Diagrama de Hertzsprung-Russell, que forma la base de la astrofísica moderna. 

### Archivo de datos fotográficos astronómicos
Se jubiló en 2001 y donó la mitad de su colección de placas que examinaron todo el cielo nocturno del hemisferio sur al Archivo de Datos Fotográficos Astronómicos (APDA) en 2004. La otra mitad de su colección reside en Japón. APDA, ubicada en el Instituto de Investigación Astronómica Pisgah, planea digitalizar sus placas fotográficas.

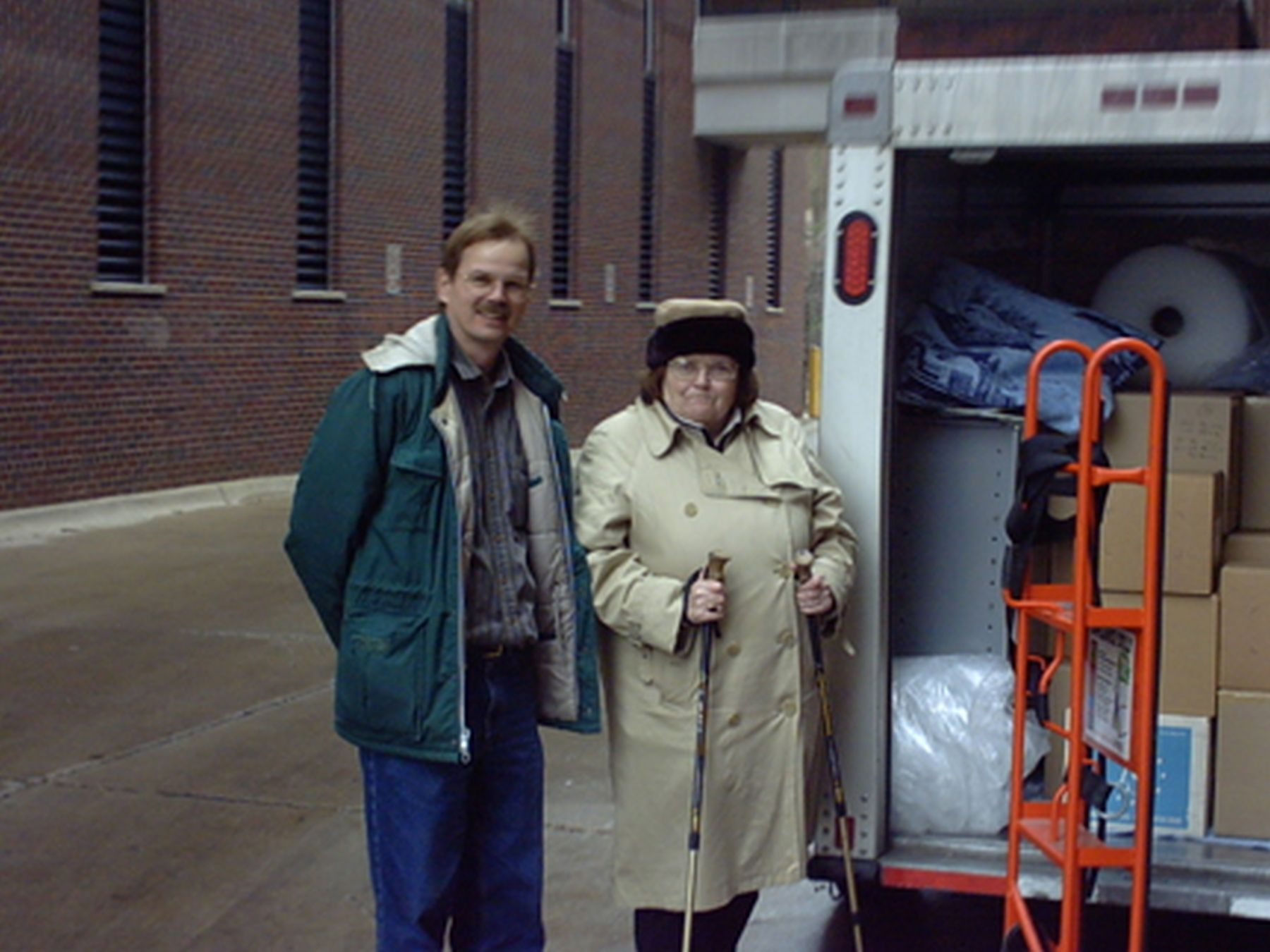
Nancy Houk transfiere su colección a APDA. Junto a ella está Michael Castelaz, Director de Investigación de PARI en 2004 que aceptó la colección de Nancy Houk en nombre de APDA.

## Publicaciones
Su investigación se publicó en 5 volúmenes del Catálogo espectral de Míchigan donde se presentan los primeros diagramas de recursos humanos a partir de sus datos. Las publicaciones resultantes de su investigación y las conferencias donde presentó sus resultados se enumeran a continuación. 
- 2007 Astronomical Journal, 134, P.1089 Sowell, J. R.; Trippe, M.; Caballero-Nieves, S. M.; Houk, N. Diagramas H-R basados en las estrellas HD en el catálogo espectral de Míchigan y el catálogo de Hipparcos[5]
- 2007 Astronomical Journal, Volumen 134, P.1072 Caballero-Nieves, S. M.; Sowell, J. R.; Houk, N. Distribuciones galácticas y estadísticas de las estrellas HD en el catálogo espectral de Michigan[6]
- The Kth Reunion, actas de una reunión celebrada en la Universidad Case de la Reserva Occidental, 2–3 de mayo de 1998. Editado por A.G. Davis Philip. Contribuciones del Instituto para las Observaciones Espaciales, No. 18. Schenectady, NY: L. Davis Press, 2000., p. 47. Houk, Nancy; Sowell, James; Swift, C. M. Mapa espectral de Michigan de las estrellas HD
- 1999 Mapa espectral de Míchigan, Ann Arbor, Departamento de Astronomía, Universidad de Míchigan, Vol. 5. Houk, N.; Swift, C., Catálogo de tipos espectrales bidimensionales de Míchigan para las estrellas HD, Vol. 5
- 1999 "Catálogo de tipos espectrales bidimensionales de Michigan para las estrellas HD; vol. 5. Por Nancy Houk y Carrie Swift. Ann Arbor, Míchigan : Departamento de Astronomía, Universidad de Míchigan, 1999. ("Este es el quinto de los siete volúmenes proyectados en un programa de reclasificación sistemática de las estrellas de Henry Draper en el sistema MK..." (prefacio).)." Houk, Nancy; Swift, Carrie, Catálogo de tipos espectrales bidimensionales de Míchigan para las estrellas HD; vol. 5
- 1997 Actas del Simposio de la ESA `Hipparcos - Venecia '97', 13–16 de mayo, Venecia, Italia, ESA SP-402 (Julio de 1997), p. 485-488. Murray, C. A.; Penston, M. J.; Binney, J. J.; Houk, N., La función de luminosidad de las estrellas de secuencia principal dentro de 80 parsecs[7]
- 1997 Actas del Simposio de la ESA `Hipparcos - Venecia '97', 13–16 de mayo, Venecia, Italia, ESA SP-402 (Julio de 1997), p. 473-478. Binney, J. J.; Dehnen, W.; Houk, N.; Murray, C. A.; Penston, M. J., La cinemática de las estrellas de la secuencia principal a partir de datos HIPPARCOS[8]
- 1997 Actas del Simposio de la ESA `Hipparcos - Venecia '97', 13-16 de mayo, Venecia, Italia, ESA SP-402 (Julio de 1997), p. 279-282. Houk, N.; Swift, C. M.; Murray, C. A.; Penston, M. J.; Binney, J. J.. Las propiedades de las estrellas de la secuencia principal de los datos de HIPPARCOS
- 1995 La futura utilización de los telescopios Schmidt. Serie de Conferencias de la Sociedad Astronómica del Pacífico, Volumen 84; Actas del Coloquio IAU 148 que tuvo lugar del 7 al 11 de marzo de 1994 en Bandung; Indonesia; San Francisco: Sociedad Astronómica del Pacífico (ASP); |c1995; editado por Jessica Chapman, Russell Cannon, Sandra Harrison, y Bambang Hidayat, p.315. Houk, N.; Sowell, J.; Austin, S., Diagramas de proyección de Aitoff y otros resultados estadísticos para estrellas en Volúmenes 1-4 del Catálogo de tipos MK de Míchigan para las estrellas HD
- 1995 La futura utilización de los telescopios Schmidt. Serie de Conferencias de la Sociedad Astronómica del Pacífico, Volumen 84; Actas del Coloquio IAU 148 que tuvo lugar del 7 al 11 de marzo de 1994 en Bandung; Indonesia; San Francisco: Sociedad Astronómica del Pacífico (ASP); |c1995; editado por Jessica Chapman, Russell Cannon, Sandra Harrison, y Bambang Hidayat, p.292. Houk, N.; von Hippel, T. Mapa de 10 grados de espectro azul de Míchigan como base para futuras encuestas de Schmidt profundas
- 1995 La futura utilización de los telescopios Schmidt. Serie de Conferencias de la Sociedad Astronómica del Pacífico, Volumen 84; Actas del Coloquio IAU 148 que tuvo lugar del 7 al 11 de marzo de 1994 en Bandung; Indonesia; San Francisco: Sociedad Astronómica del Pacífico (ASP); |c1995; editado por Jessica Chapman, Russell Cannon, Sandra Harrison, y Bambang Hidayat, p.53. Seitzer, P.; Houk, N., CCDs en el telescopio Curtis Schmidt
- 1994 El proceso MK a los 50 años. Una herramienta poderosa para la comprensión astrofísica. Serie de conferencias de la Sociedad Astronómica del Pacífico, Actas de un Taller del Observatorio Vaticano, celebrado en Tucson, Arizona, EE.UU, septiembre de 1993, San Francisco: Sociedad Astronómica del Pacífico (ASP), |c1994, editado por Chris Corbally, R. O. Gray, y R. F. Garrison, p.365. Austin, S. K.; Houk, N.; Sowell, J. R., Parcelas de proyección de Aitoff para estrellas en volúmenes 1-4 del catálogo espectral de Míchigan
- 1994 El proceso MK a los 50 años. Una herramienta poderosa para la comprensión astrofísica Serie de conferencias de la Sociedad Astronómica del Pacífico, Actas de un Taller del Observatorio Vaticano, celebrado en Tucson, Arizona, EE.UU, septiembre de 1993, San Francisco: Sociedad Astronómica del Pacífico (ASP), |c1994, editado por Chris Corbally, R. O. Gray, y R. F. Garrison, p.285. Houk, N., Mapa de Míchigan y la importancia continua de las encuestas espectrales
- 1991 Objetivo-Prisma y otros mapas: una reunión en memoria de Nicholas Sanduleak, 9–11 de mayo de 1991, Observatorio Van Vleck, Middletown, Conn. Editado por A.G.D. Philip, y Arthur R. Upgren. Schenectady, N.Y.: L. Davis Press, 1991., p. 27. Houk, Nancy, La distribución espacial de supergigantes y otras estrellas en el catálogo espectral de Míchigan, Volúmenes 1 - 4
- 1988 Catálogo de tipos espectrales bidimensionales de Michigan para las estrellas HD. Volumen 4, Declinaciones -26°.0 a -12°.0.. N. Houk, M. Smith-Moore.Departamento de Astronomía, Universidad de Míchigan, Ann Arbor, MI 48109-1090, USA. 14+505 pp. Houk, N.; Smith-Moore, M., Catálogo de tipos espectrales bidimensionales de Michigan para las estrellas HD. Volumen 4, Declinaciones -26°.0 a -12°.0.
- 1986 Clasificación espectroscópica y fotométrica de estrellas de población II, A. G. Davis Philip y Arthur R. Upgren, eds., p. 19. Houk, Nancy, Estrellas HD de líneas débiles en los catálogos espectrales de Míchigan
- 1984 Libro, Ann Arbor: Universidad de Míchigan, 1984, Houk, Nancy; Newberry, Michael V., Un segundo atlas de espectros objetivo-prisma.
- 1984 Ann Arbor: Universidad de Míchigan, 1984. Houk, N., 100,000 tipos de MK: una mirada a medio camino en el proyecto de reclasificación de HD
- 1983 Las estrellas cercanas y la función de luminosidad estelar, Actas del coloquio de la IAU N.º. 76 que tuvo lugar entre el 13 y el 16 de junio de 1983 en la Universidad Wesleyan, Middletown, Connecticut. Editado por A.G.D. Philip y A.R. Upgren. Schenectady, NY: L. Davis Press, p. 345, 1983. Houk, N., Datos para estrellas cercanas de los catálogos espectrales de Míchigan
- 1982 Catálogo de tipos espectrales bidimensionales de Míchigan para las estrellas HD. Volumen 3. Declinaciones -40º a -26º., por Houk, N.. Ann Arbor, MI (EE.UU.): Departamento de Astronomía, Universidad de Míchigan, 12 + 390 p. Houk, N., Catálogo de tipos espectrales bidimensionales de Míchigan para las estrellas HD. Volumen 3. Declinaciones -40º a -26º.
- 1979 Unión Astronómica Internacional, Coloquio sobre la clasificación espectral del futuro, Ciudad del Vaticano, 11–15 de julio de 1978. Ricerche Astronomiche (Coloquio IAU 47), vol. 9, 1979, p. 51-56; Discusión, p. 56-58. Investigación apoyada por NSF. Houk, N., Futuro objetivo-prisma de clasificación espectral en dispersión MK
- 1978 El diagrama HR. El centenario de Henry Norris Russell; Actas del Simposio, Washington, D.C., 2-5 de noviembre de 1977. (A79-14326 03-89) Dordrecht, D. Reidel Publishing Co., 1978, p. 91-97; Discusión, p. 98. Investigación apoyada por NSF. Houk, N.; Fesen, R., Diagramas HR derivados del catálogo espectral de Míchigan
- 1977 Bull. Inf. Cent. Données Stellaires, Nº. 13, p. 54 - 58. Barbier, M.; Bidelman, W. P.; Dluzhnevskaya, O.; Hauck, B.; Houk, N.; Jaschek, C.; McCarthy, M.; Mead, J.; Nandy, K.; Philip, D., Comisión IAU 45: Grupo de trabajo sobre datos espectroscópicos y fotométricos. Catálogos recientemente publicados, para ser publicados o en preparación. Lista VII.
- 1977 Publicaciones de la Sociedad Astronómica del Pacífico, Vol. 89, p. 347 - 348. Irvine, N. J.; Houk, N., Cambios espectrales en la estrella antes de la secuencia principal HD 97048.
- 1976 Publicaciones de la Sociedad Astronómica del Pacífico, Vol. 88, p. 37 - 40 = Dominion Astrophys. Obs., Contrib. No. 257 = NRC N.º. 14911. Cowley, A. P.; Houk, N., El espectro de emisión de rápida variación HD 158503.
- 1976 Astronomical Journal, Volumen 81, p. 116, Houk, N.; Hartoog, M. R.; Cowley, A. P., Sobre estrellas y supergigantes al sur de la declinación -53.0
- 1976 Efectos de la abundancia en la clasificación, Actas del Simposio de la IAU n.º 72 que tuvo lugar en Lausanne-Dorigny, Suiza, 8–11 de julio de 1975. Editado por B. Hauck, Philip Child Keenan, y William Wilson Morgan. Unión Astronómica Internacional. Simposio n.º 72, Dordrecht, Holland; Boston: D. Reidel Pub. Co., p. 127. Houk, N.; Hartoog, M. R., Estrellas HD al sur de la declinación = -53º que tienen abundancias peculiares: estadísticas y notación
- 1975 Publicaciones de la Sociedad Astronómica del Pacífico, Vol. 87, p. 527 - 528. Cowley, A. P.; Houk, N., Una interesante nueva estrella del sur peculiar - HD 137509.
- 1975 Universidad de Míchigan Catalogue of two-dimensional spectral types for the HD stars. Volume I. Declinations -90 to -53 Degrees., by Houk, N.; Cowley, A. P.. Ann Arbor, MI (USA): Department of Astronomy, University of Míchigan, 19 + 452 p. Houk, N.; Cowley, A. P., University of Míchigan Catálogo de tipos espectrales bidimensionales para las estrellas HD. Volumen I. Declinaciones -90 a -53 grados.
- 1974 Contorno de astronomía. Vols. 1 y 2., por Voigt, H. H.; Plaut, L.; Houk, N.. Traducido de la edición alemana. Groningen (Países Bajos): Noordhoff International Publishing, Academic Book Services, 556 p. Voigt, H. H.; Plaut, L.; Houk, N., Contorno de astronomía. Vols. 1 y 2.
- 1973 Clasificación espectral y fotometría multicolor. Simposio IAU n.º 50 que tuvo lugar en Villa Carlos Paz, Argentina, 18–24 de octubre de 1971. Editado por Charles Fehrenbach y Bengt E. Westerlund. Unión Astronómica Internacional. Simposio n.º 50, Dordrecht, Boston, Reidel, p. 70. Houk, N.; Cowley, A., Clasificación bidimensional de las estrellas HD
- 1971, Astronomical Journal, Volumen 76, p.1117, McCuskey, W. W.; Houk, Nancy, Distribución de las estrellas B8-A3 Stars cerca del plano galáctico. 1. Longitudes galácticas 50' a 150'
- 1970 Astrophysical Journal, Volumen 159, p.963. Fitzgerald, M. P.; Houk, Nancy, Observaciones espectrales, 1965-1968, del objeto de emisión peculiar V1016 Cygni (MH?328-116)
- 1968, AJS, Volumen 73, p.18, Houk, Nancy, Varaciones espectrales de 121 débiles estrellas variables de largo período.